# Ölandsspelen
Ölandsspelen är ett friidrottsevenemang i Högby socken, Öland. Den 11 juli 2007 slogs alla rekord för Ölandsspelen då det noterades 1 100 starter i tävlingen.